# Rudenka, Korostîșiv
Rudenka (în ucraineană Руденька) este un sat în comuna Studenîțea din raionul Korostîșiv, regiunea Jîtomîr, Ucraina.

## Demografie
Componența lingvistică a localității Rudenka
     Ucraineană (96,52%)
     Rusă (3,48%)
Conform recensământului din 2001, majoritatea populației localității Rudenka era vorbitoare de ucraineană (96,52%), existând în minoritate și vorbitori de rusă (3,48%).